# Перевальное (Крым)
Перева́льное (до 1945 года Ангара́; укр. Перевальне, крымскотат. Anğara, Ангъара) — село в Симферопольском районе Крыма (согласно административно-территориальному делению Украины входит в состав Добровского сельского совета Автономной Республики Крым, согласно административно-территориальному делению РФ — в Добровском сельском поселении Республики Крым).

## Современное состояние
В селе 19 улиц, 4 переулка, числится 16 садовых товариществ и 2 ГСК, площадь, занимаемая селом, 184,6 гектара, на которой в 1143 дворах, по данным сельсовета на 2009 год, числилось 3605 жителей, действуют муниципальные бюджетные общеобразовательные учреждения — «Перевальненская школа» и «Перевальненская начальная школа», детский сад «Колокольчик», храм Евгения, епископа Херсонесского.

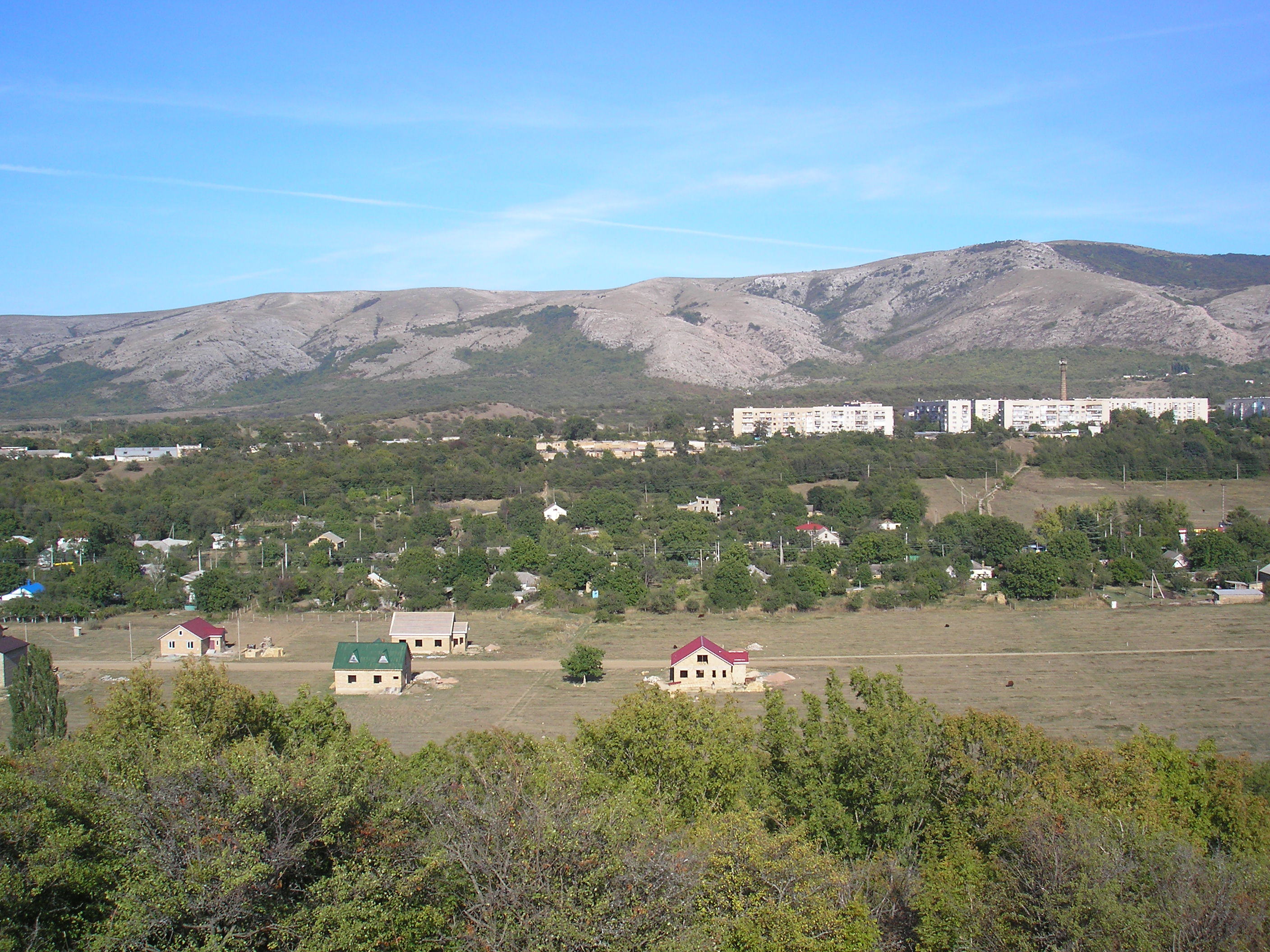

## География
Село Перевальное расположено на юго-востоке района, примерно в 21 километре (по шоссе) от Симферополя, на автодороге 35-А-002 Симферополь — Ялта (по украинской классификации М-18 Автодорога М-18), ближайшая железнодорожная станция Симферополь — примерно в 25 километрах. Село находится в горной части Крыма, у северного подножия Чатыр-Дага, в верховьях долины реки Ангара, высота центра села над уровнем моря 438 м. Ближайшее село — Заречное ниже по долине — около 2 километров.
В состав его входит территория от бывшего села Чавке (Сорокино) до села Ангара (перевальное).

## История
Впервые встречается в «Списке населённых мест Таврической губернии по сведениям 1864 года», с 1 двором и 2 жителями как трактир "Ангарский при речке Ангара (правая составляющая Салгира). Возникло позже, как русское поселение — в Памятной книге Таврической губернии 1889 года записана как ещё непричисленная к волостям деревня Симферопольского уезда Таврической губернии Ангора с 15 дворами и 57 жителями.
После земской реформы 1890-х годов деревню передали в состав новой Подгородне-Петровской волости. На военно-топографической карте 1892 года обозначена Ангара с 12 дворами с русским населением. По «Календарю и Памятной книжке Таврической губернии на 1902 год» в деревне Ангара, входившей в Чавкинское сельское общество, числилось 54 жителя в 13 домохозяйствах. На 1914 год в селении действовала земская школа. По Статистическому справочнику Таврической губернии. Ч. II-я. Статистический очерк, выпуск шестой Симферопольский уезд, 1915 год, в экономии и деревне Ангара Гротте М. Н. Подгородне-Петровской волости Симферопольского уезда числилось 8 дворов с русским населением без приписных жителей, но с 48 — «посторонними», из которых 25 мужчин и 23 женщин. Во владении было 220 десятинами удобной земли. В хозяйствах имелось 15 лошадей и 10 коров.

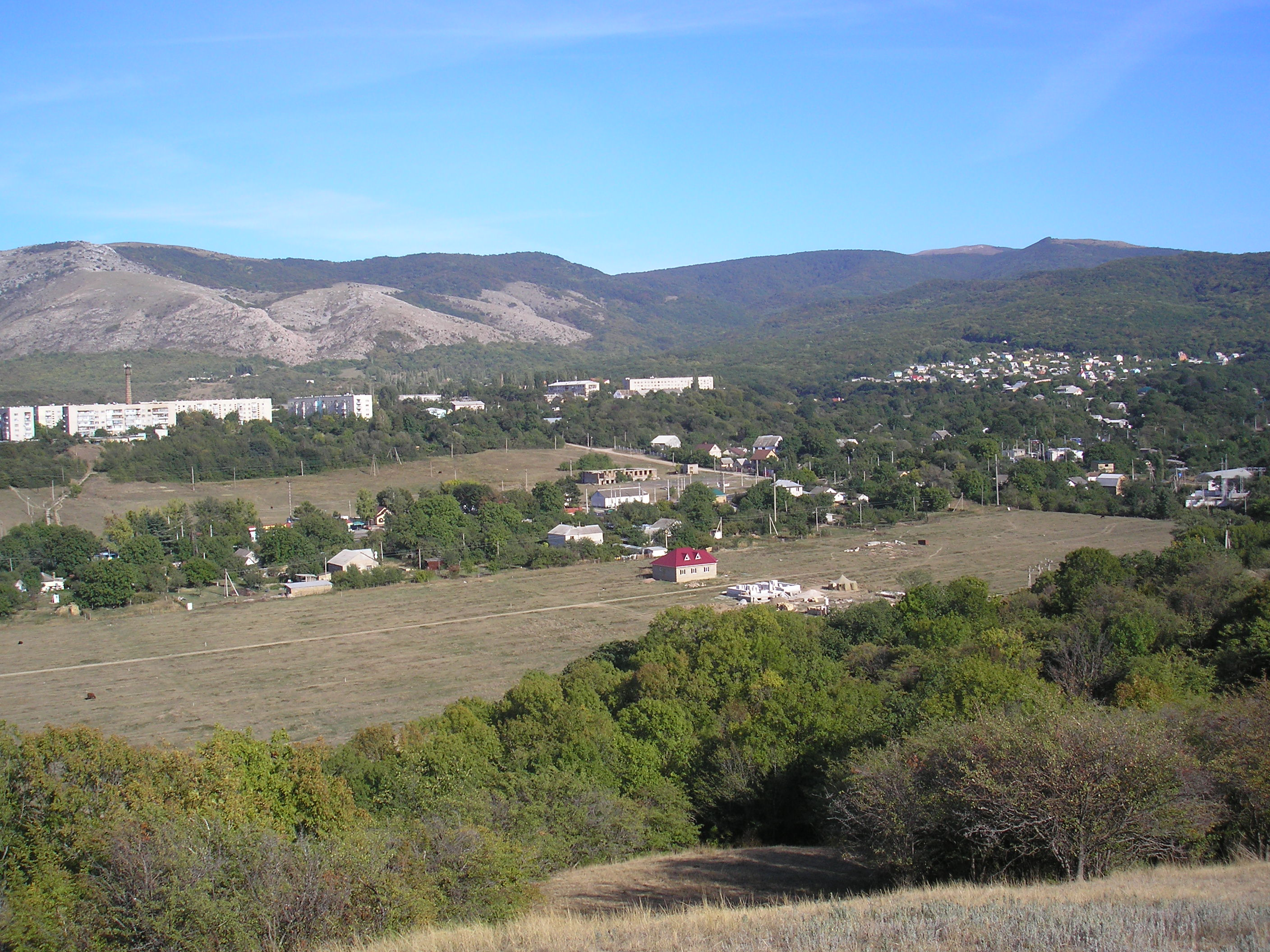

После установления в Крыму Советской власти, по постановлению Крымревкома от 8 января 1921 года была упразднена волостная система и село включили в состав вновь созданного Подгородне-Петровского района Симферопольского уезда, а в 1922 году уезды получили название округов. 11 октября 1923 года, согласно постановлению ВЦИК, в административное деление Крымской АССР были внесены изменения, в результате которых был ликвидирован Подгородне-Петровский район и образован Симферопольский и село включили в его состав. Согласно Списку населённых пунктов Крымской АССР по Всесоюзной переписи 17 декабря 1926 года, в селе Ангара Шумхайского сельсовета Симферопольского района, числилось 48 дворов, из них 42 крестьянских, население составляло 204 человека. В национальном отношении учтено 135 русских, 14 украинцев, 53 грека, 1 белорус, 1 немец, действовала русская школа. В 1930-х годах был образован колхоз им. 3-й Крымской дивизии, сельсовет реорганизуют и в 1940 году Ангара фигурирует уже как центр сельсовета. По данным всесоюзной переписи населения 1939 года в селе проживало 477 человек. В период оккупации Крыма, 9 и 10 декабря 1943 года, в ходе операций «7-го отдела главнокомандования» 17-й армии вермахта против партизанских формирований, была проведена «операция по заготовке продуктов» с массированным применением военной силы, в результате которой село Ангара было сожжено и все жители вывезены в Дулаг 241.
21 августа 1945 года, указом Президиума Верховного Совета РСФСР, Ангарский сельсовет переименовали в Перевальненский, а селение Ангара в Перевальное. С 25 июня 1946 года Перевальное в составе Крымской области РСФСР. В 1948 году, по решению исполкома, были укрупнены сельсоветы, в том числе Перевальненский — включён в состав Заречненского. 26 апреля 1954 года Крымская область была передана из состава РСФСР в состав УССР. Решением Крымоблисполкома от 8 сентября 1958 года № 834 село Сорокино было объединено с Перевальным. Время упразднения сельсовета пока не установлено: на 15 июня 1960 года село уже числилось в составе Добровского. Указом Президиума Верховного Совета УССР «Об укрупнении сельских районов Крымской области», от 30 декабря 1962 года Симферопольский район был упразднён и село присоединили к Бахчисарайскому. 1 января 1965 года, указом Президиума ВС УССР «О внесении изменений в административное районирование УССР — по Крымской области»>, вновь включили в состав Симферопольского. По данным переписи 1989 года, в селе проживало 2744 человека. С 12 февраля 1991 года село в восстановленной Крымской АССР, 26 февраля 1992 года переименованной в Автономную Республику Крым.
В 1965 году в Перевальном был создан 165-й учебный центр по подготовке иностранных военнослужащих для обучения военному делу иностранных граждан — участников различных национально-освободительных движений. В 1980 году он был преобразован в Симферопольское военное объединённое училище. В 1992 году училище было закрыто и до весны 2014 года на его бывшей территории базировалась отдельная 84-я механизированная бригада 32-го армейского корпуса вооружённых сил Украины

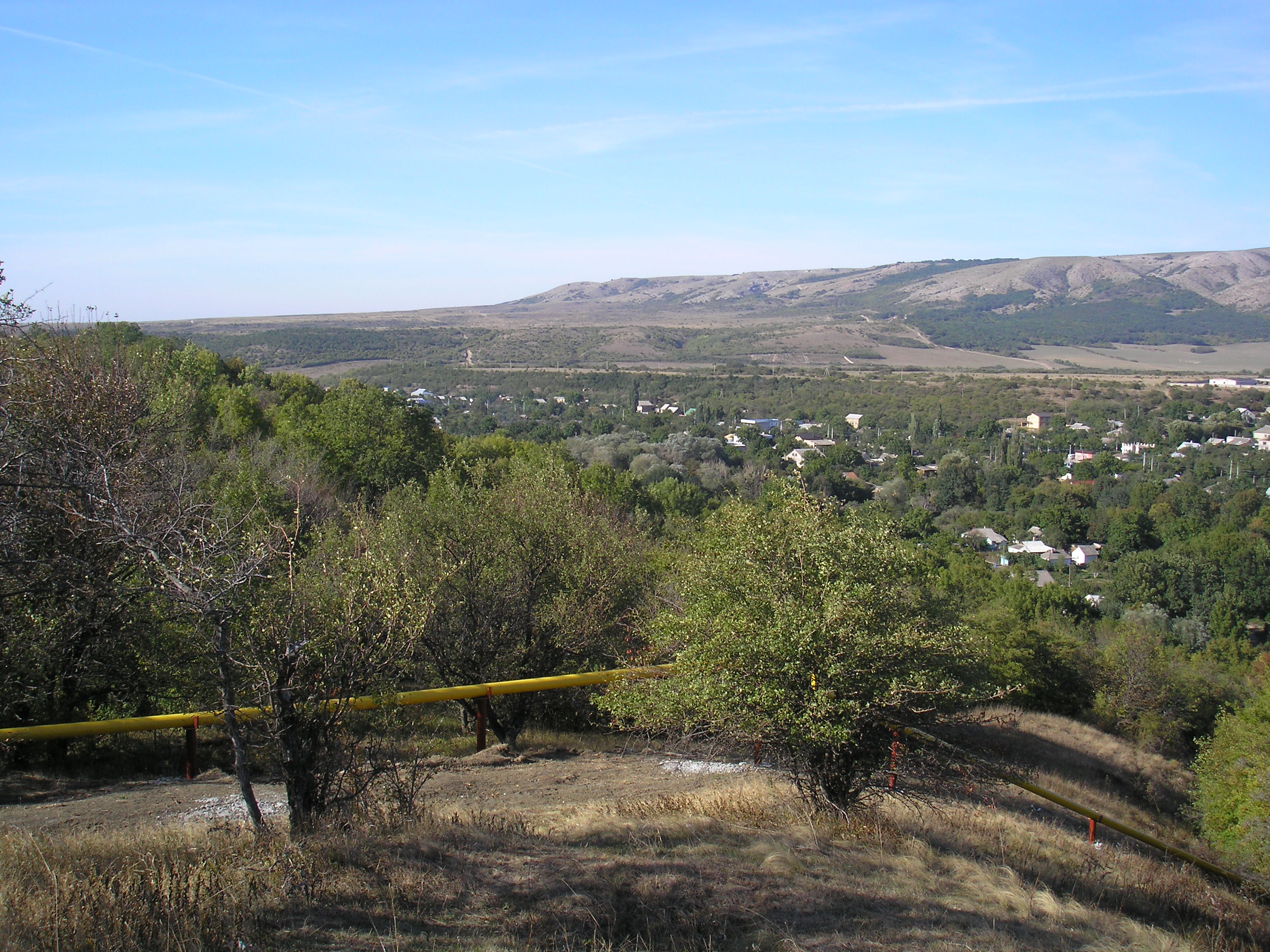

В 2003 году на базе частей 32-го армейского корпуса в Перевальном была сформирована 36-я отдельная бригада береговой обороны Военно-морских сил Украины, в/ч А2320. Она после трёхнедельной блокады гарнизона российскими войсками и пророссийскими силами во время аннексии Крыма 21 марта 2014 вместе с её командиром полковником С. И. Стороженко вошла в состав Вооружённых Сил РФ как отдельная бригада береговой обороны Черноморского флота. 1 декабря 2014 года на базе этого соединения была сформирована 126-я отдельная бригада береговой обороны.

## Транспорт

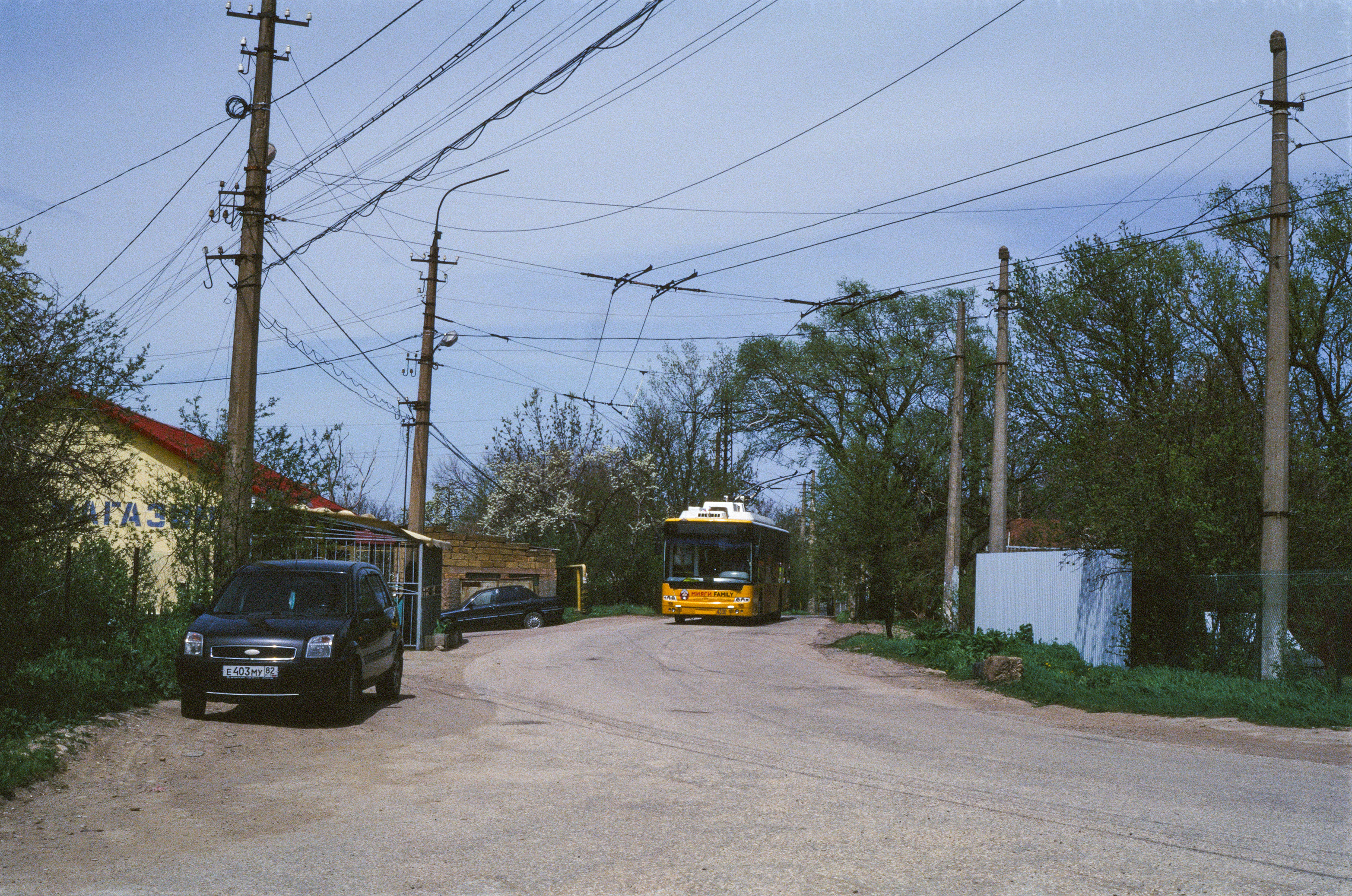
Троллейбусное кольцо Перевальное

В Перевальном расположены конечная остановка пригородных маршрутов троллейбуса, связывающих село с районами Симферополя (№ 21 — с железнодорожным вокзалом, № 22 — с Центральным рынком, № 23 — со Свободой и автостанцией «Восточная»), а также остановки междугородных маршрутов троллейбусов, следующих на ЮБК — в Алушту и Ялту.

## Население
| 2001 | 2014  | 2021  |
| ---- | ----- | ----- |
| 3660 | ↘3426 | ↗4980 |

Всеукраинская перепись 2001 года показала следующее распределение по носителям языка
| Язык             | Процент |
| ---------------- | ------- |
| русский          | 73,66   |
| украинский       | 13,47   |
| крымскотатарский | 10,03   |
| другие           | 0,47    |

### Динамика численности
| - 1864 год — 2 чел. - 1889 год — 57 чел. - 1902 год — 54 чел. - 1915 год — —/48 чел. - 1926 год — 204 чел. - 1939 год — 477 чел. | - 1989 год — 2744 чел. - 2001 год — 3660 чел. - 2009 год — 3605 чел. - 2014 год — 3426 чел. |